# Trachyscelida bicolor
Trachyscelida bicolor är en skalbaggsart som först beskrevs av J. L. Leconte 1884.  Trachyscelida bicolor ingår i släktet Trachyscelida och familjen bladbaggar. Inga underarter finns listade i Catalogue of Life.